# ZIL-118

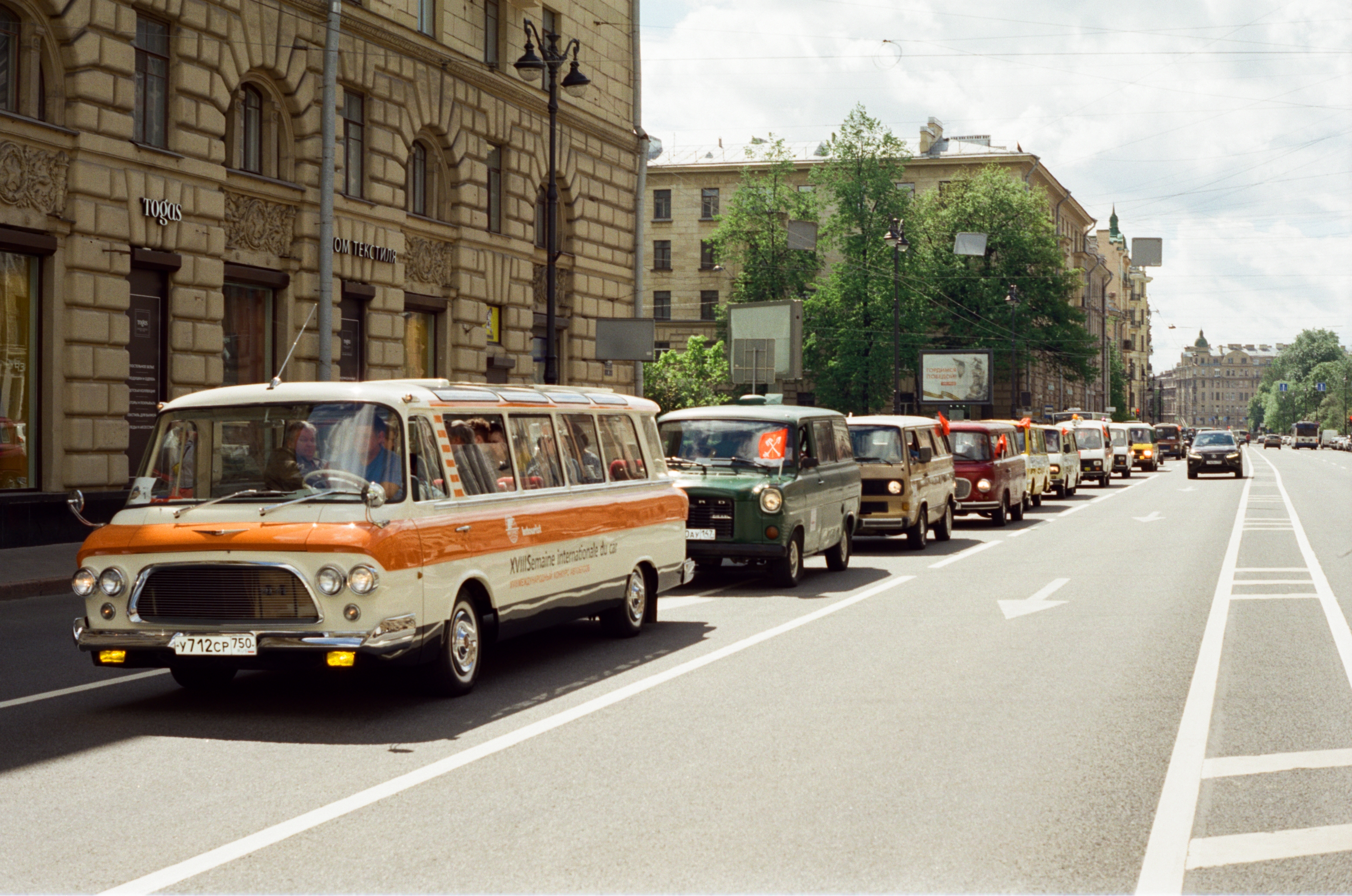

O ZIL-118 Yunost ("Juventude") é um microônibus construído pela Zavod imeni Likhachova (em russo:  Завод имени Лихачёва, fábrica que leva o nome de Likhacov), ou ZIL.
Baseado na limusine ZIL-111, o ZIL-118 Yunost foi desenvolvido em 1961, por iniciativa da própria fábrica. Apenas 20 foram construídos por falta de interesse do governo. Os poucos construídos foram somente por encomenda especial, com um número como ambulâncias de alta capacidade. Uma versão atualizada apareceu em 1970 em várias versões: o ônibus 118K e a ambulância 118KS, ambos usando o ZIL-508.10 V8 dos caminhões ZIL.
O ZIL-118 foi ainda mais remodelado na década de 1980, tornando-se o ZIL-3207. A produção terminou em 1994, com o número total construído, do 118K/KS e 3207, atingindo apenas 86.

## Variantes
- ZIL-118A: Versão ambulância do ZIL-118.
- ZIL-119 (ZIL-118K): ZIL-118 modernizado.
- ZIL-119A (ZIL-118KA): Versão ambulância do ZIL-119.
- ZIL-3302: Protótipo de caminhão baseado no ZIL-119.